# Maurizio Mattioli
Maurizio Mattioli (Roma, 3 de junio de 1950) es un actor y actor de voz italiano.

## Biografía
Nacido en Roma, Mattioli comenzó su carrera en 1973, cuando apareció en el programa de variedades de la RAI Dove sta Zazà. Obtuvo sus primeros éxitos como miembro de la compañía de teatro "Il Bagaglino", con el cual trabajó en una serie de proyectos de teatro y televisión entre la década de los setenta hasta principios de los noventa. Mattioli más tarde se estableció como uno de los más activos actores de carácter en el cine italiano, y fue nominado dos veces en la categoría de mejor actor de reparto en el Nastro d'Argento, en 2003 por Carlo Vanzina 's Almuerzo de domingo y en 2011 por Paolo Genovese 's Los inmaduros.

## Filmografía

### Películas
- La fiera della vanità, de Anton Giulio Majano (1967)
- Io e mia sorella, de Carlo Verdone (1987)
- In barca a vela contromano, de Stefano Reali (1997)
- Todo es culpa de Freud, de Paolo Genovese (2014)
- Il crimine non va in pensione, de Fabio Fulco (2017)

### Televisión
- Tequila y Bonetti - serie de televisión, 12 episodios (1992; voz de Bonetti para la televisión italiana)
- Un ciclone in famiglia - serie de televisión (2005-2008)
- I Cesaroni - serie de televisión (2010-2014)
- Don Matteo - serie de televisión, 1 episodio (2015)